# 194 mm/50 Model 1902
194 mm/50 Model 1902 е 194 mm морско, скорострелно, патронно оръдие, междинен калибър, разработено и произвеждано във Франция. Състои на въоръжение във ВМС на Франция. С тях са въоръжени броненосците от тип „Демократи“, а също и броненосните крайцери „Жул Мишле“; „Ернест Ренан“ и крайцерите от типа „Едгар Кюне“.